# 335 (tal)
335 är det naturliga talet som följer 334 och som följs av 336.

## Inom vetenskapen
- 335 Roberta, en asteroid.

## Inom matematiken
- 335 är ett udda tal
- 335 är ett sammansatt tal
- 335 är ett defekt tal